# Pedro Gregorio Padilla y Soler
Pedro Gregorio Padilla y Soler (Alhama de Aragón, Zaragoza, 14 de abril de 1650 - Huesca, 24 de octubre de 1734) fue un clérigo español de principios del siglo XVIII. Pertenecía a una noble familia de Alhama de Aragón, lo que le permitió cursar estudios primero en Calatayud y más tarde en la Universidad de Zaragoza donde se doctoró en Teología y se licenció en Derecho canónico.
Protegido por el clérigo aragonés Jaime Palafox y Cardona, le acompañó cuando éste fue nombrado arzobispo de Palermo en Sicilia como consejero teológico y le representó ante la Santa Sede. Desde allí fue llamado a Zaragoza para ocupar el cargo de canónigo de la Seo y más tarde de deán en 1696. Se encargó de la dirección  del Hospital de Nuestra Señora de Gracia en esta misma ciudad designado por Felipe V, y finalmente fue nombrado obispo, ocupándose primero de la diócesis  de Barbastro entre 1709 y 1714, y más adelante de la de Huesca desde esta última fecha hasta su muerte acaecida el 24 de octubre de 1734.
Su labor episcopal en ambas sedes se centró en la regulación y formación del clero. Para la diócesis  de Barbastro estableció un seminario sacerdotal en la Ermita de Nuestra Señora de la Bella en Castejón del Puente, por otra parte, ya como obispo de Huesca, celebró un sínodo diocesiano en 1716 cuyas constituciones (normas) están recogidas en cinco libros y dotó de nuevos estatutos al seminario conciliar.
| Predecesor: Francisco de Paula Garcés Marcilla | Obispo de Huesca 1714 - 1734 | Sucesor: Lucas Cuartas Oviedo |

- Datos: Q6069010